# Christian Reinhard
Christian Reinhard (* 1774 in Köln; † 21. November 1803 in Mainz), im Volksmund Schwarzer Jonas genannt, war ein Räuber und Mittäter des Schinderhannes.

## Leben

### Familie
Der Schwarze Jonas entstammte der Bevölkerungsgruppe der Jenischen, die im 18. Jahrhundert vor allem als fahrende Krämer unterwegs waren. Sehr wahrscheinlich ist er eng verwandt mit dem Räuberhauptmann Hannikel, mit bürgerlichem Namen Jakob Reinhard, der 1787 in Sulz am Neckar hingerichtet worden war. Sein Stiefbruder war der Räuber Heinrich Blum.
Im Alter von 18 Jahren trennte sich Jonas von seiner Mutter und trat in die Dienste verschiedener Armeen ein. Er heiratete in Södel Margarethe Eberhardt. Der Schwiegervater des Christian Reinhard war der hessische Jäger Johann Adolph Eberhardt. Um das Jahr 1792 heiratete er in Södel die Schwefelholzhändlerin Anna Elisabeth Schabrack aus Lothringen. Der Name Schabracke ist eigentlich ein Schimpfwort für ein altes hässliches Weib. Reinhard heiratete ca. 1793 nach eigenen Angaben in Södel die 17-jährige Margareta Eberhardt. Margarethe gab später an, dass sie in Lothringen geboren sei, wisse aber nicht wo.
Die Mutter habe mit Streichhölzern gehandelt.
Margarethe betrieb mit Reinhard einen Kramhandel zwischen Westerwald im Norden und Odenwald im Süden. Sie gebar ihm zwei Kinder.

### Räuberleben
Schon früh stand Jonas in Verbindung mit der berüchtigten Niederländer Bande. Diese hatte in den Jahren der Französischen Revolution ein kriminelles Netzwerk in Mitteleuropa geschaffen, in der auch die berüchtigtsten Kriminellen der damaligen Zeit, wie Picard, Heckmann, Weyer oder Mathias Weber, genannt der Fetzer, anzutreffen waren.
Der Schwarze Jonas hatte im Alter von 25 Jahren einen so bedeutenden Ruf als Berufsverbrecher, dass er als Einzelperson auf den 1799 in Schupbach/Lahn veranstalteten nationalen „Räuberkongress“ eingeladen wurde, in dem bedeutende Überfälle im westlichen Deutschland für mehrere Jahre im Voraus geplant wurden.
Im November 1799 wurde er von dem damals 20-jährigen Viehdieb Johannes Bückler, genannt Schinderhannes, auf dem Breitwieser Hof bei Groß-Umstadt aufgesucht. Offenbar sah Schinderhannes in dem überregional bekannten Schwarzen Jonas einen Mentor, dem er sich anschließen wollte, um Kontakte zu der Niederländer Bande zu bekommen. Schinderhannes überredete Jonas, ihn auf einen Raubüberfall bei Aßlar zu begleiten. Der Überfall schlug fehl, worauf Jonas dem Schinderhannes in einer Auseinandersetzung einen Arm brach.
Erst anderthalb Jahre später führten die Wege der beiden wieder zusammen. Schinderhannes hatte zu diesem Zeitpunkt sich bereits von den Viehdiebstählen ab- und mehrheitlich Raubüberfällen zugewandt. Jonas und Schinderhannes zogen seit diesem Zeitpunkt mit ihren Krämerwägen zusammen weiter. An gemeinsam begangenen Straftaten können ihnen heute ein Einbruchdiebstahl, zwei Erpressungen und sechs Raubüberfälle nachgewiesen werden.
Johannes Bückler und Christian Reinhard verübten in Södel im Januar/Februar 1802 einen Überfall, an dem auch Johann Martin Rinkert aus Schloßborn, der Schwarze Peter alias Johann Peter Petri sowie zwei weitere Gesellen beteiligt waren. Dem Frankfurter Kriminalrat Siegler gestand Bückler am 14. Juni 1802: „Er habe an einem Einbruch und Diebstahl Theil genommen, der ... zu Seel (Södel), einem Ort in der Wetterau hinter Friedberg bei einem Juden ... geschehen sei.“ Die Beute bestand u. a. aus Baumwolle, seidenen Tüchern und Geld.

### Gefangennahme, Prozess und Ende
Nachdem Schinderhannes am 31. Mai 1802 auf einer Streife des kurtrierischen Amtsmannes Fuchs bei Wolfenhausen gefangen genommen wurde und sich anschließend in Limburg an der Lahn bei den österreichischen Truppen zum Militärdienst verpflichtete, fand sich auch Jonas dort ein. Beide wurden nach Frankfurt transportiert und von dort nach Mainz ausgeliefert. Vor den Richtern des Mainzer Spezialkriminalgerichts machte Jonas nur Teilgeständnisse und widerrief am Ende der Hauptverhandlung seine Aussagen. Seine genaue Tatbeteiligung ist deshalb heute nicht mehr zuverlässig nachvollziehbar.
Becker, „Sicherheitsbeamter des Bezirks Simmern“ nennt die Anklagepunkte des Gerichts in Mainz:
- „X. Christian Reinhard, genannt Jonas oder schwarzer Jonas, 28 Jahre alt, Bänkelspieler, gebürtig von Berlin, beschuldigt:

1) Der Landstreicherey,
2) Der Teilnahme an ...“ sieben Verbrechen.
- „XI. Margreth Eberhard, Ehefrau des Christian Reinhard, 25 Jahre alt, aus dem ehemaligen Lothringen gebürtig, beschuldigt:

1) Der Landstreicherei seit ihrer frühesten Kindheit, wo sie ihren Geburtsort, dessen Namen sie nicht einmal anzugeben weiß, verlassen haben will.
2) Die von den Diebstählen ihres Mannes herrührenden Sachen wissentlich umsonst empfangen zu haben.“
Ein Ausbruchsversuch am letzten Prozesstag misslang. Noch unter der Guillotine beschimpfte er – schwer betrunken – alle Umstehenden.
Der Mainzer Gerichtspräsident beschrieb ihn 1802 wie folgt: „Sein Gesicht verkündete Unmuth und schwarze Galle.“
„Des schwarzen Jonas Weib wurde des Landstreichens beschuldigt ... Margarethe Eberhard, wurde verbannt.“

### Nachspiel
Jonas’ Schädel gelangte in die anatomische Sammlung des Mediziners Soemmering und wurde 1944 während eines Bombenangriffs auf Frankfurt zerstört.
Im Juli 2009 wurde im Anatomischen Institut der Universität Heidelberg an dem bisher dem Räuber Hölzerlips zugeschriebenen Skelett eine Nummerierung am Beckenknochen entdeckt, die mit einer historischen Quelle korrespondiert, nach der dieser Knochen zu dem Schwarzen Jonas gehörte.

## Historische Literatur
- B. Becker: Actenmäßige Geschichte der Räuberbanden an beyden Ufern des Rheins. Erster Theil, Köln 1804.
- Mark Scheibe (Hrsg.): Schinderhannes und seine Bande oder Johann Bücklers und seiner Gesellen merkwürdige Geschichte, Verbrechen, Verurtheilung und Hinrichtung. Aus den Kriminalakten gezogen und der Wahrheit gemäß erzählt. 1804. (Nachdruck: Historische Kommission für die Rheinlande 1789–1815, Kelkheim 2006, ISBN 3-00-019732-X.)

Anmerkung: Der zeitgenössische Roman von Th. F. K. Arnold Der schwarze Jonas – Kapuziner, Mordbrenner (…), Erfurt 1805, beruht vollständig auf Fiktion und beinhaltet keine historischen Tatsachen über den schwarzen Jonas. Der Roman entstand zu dem gleichen Zeitpunkt mit mehreren anderen Räuberromanen, um das wachsende Bedürfnis der Leser nach vermeintlich authentischen Kriminalgeschichten zu befriedigen.